# Verwaltungsgemeinschaft Hanstein-Rusteberg
La communauté d'administration de Hanstein-Rusteberg (Verwaltungsgemeinschaft Hanstein-Rusteberg en allemand) réunit quatorze communes de l'arrondissement d'Eichsfeld en Thuringe (Allemagne). Elle a son siège dans la commune de Hohengandern et a été créée le 4 mai 1993.

## Géographie

Situation de la communauté dans son arrondissement

La communauté regroupe 5 787 habitants en 2010 pour une superficie de 75,87 km2 (densité : 76,3 hab/km2.
Communes (population en 2010) : 
- Arenshausen (1 003) ;
- Bornhagen (297) ;
- Burgwalde (229) ;
- Freienhagen (305) ;
- Fretterode (184) ;
- Gerbershausen (646) ;
- Hohengandern (571) ;
- Kirchgandern (602) ;
- Lindewerra (245) ;
- Marth (354) ;
- Rohrberg (24) ;
- Rustenfelde (501) ;
- Schachtebich (283) ;
- Wahlhausen (347).

La communauté d'administration est située dans l'ouest de l'arrondissement, à la limite avec l'arrondissement de Göttingen en Basse-Saxe et celui de Werra-Meissner en Hesse. Elle est traversée d'est en ouest par la Leine.

## Histoire
Elle tire son nom du château médiéval toujours existant, du moins en partie, de Hanstein (situé dans la commune actuelle de Bornhagen) et de celui du Rusteberg, complètement disparu, (situé entre Marth et Rustenfelde) d'où était gouverné l'Eichsfeld jusqu'au XVIe siècle avant le transfert du pouvoir vers Heilbad Heiligenstadt.

## Jumelage
Konopiska (Pologne) depuis 2005 dans le district de Częstochowa et la voïvodie de Silésie.